# 3e bataillon parachutiste (Belgique)

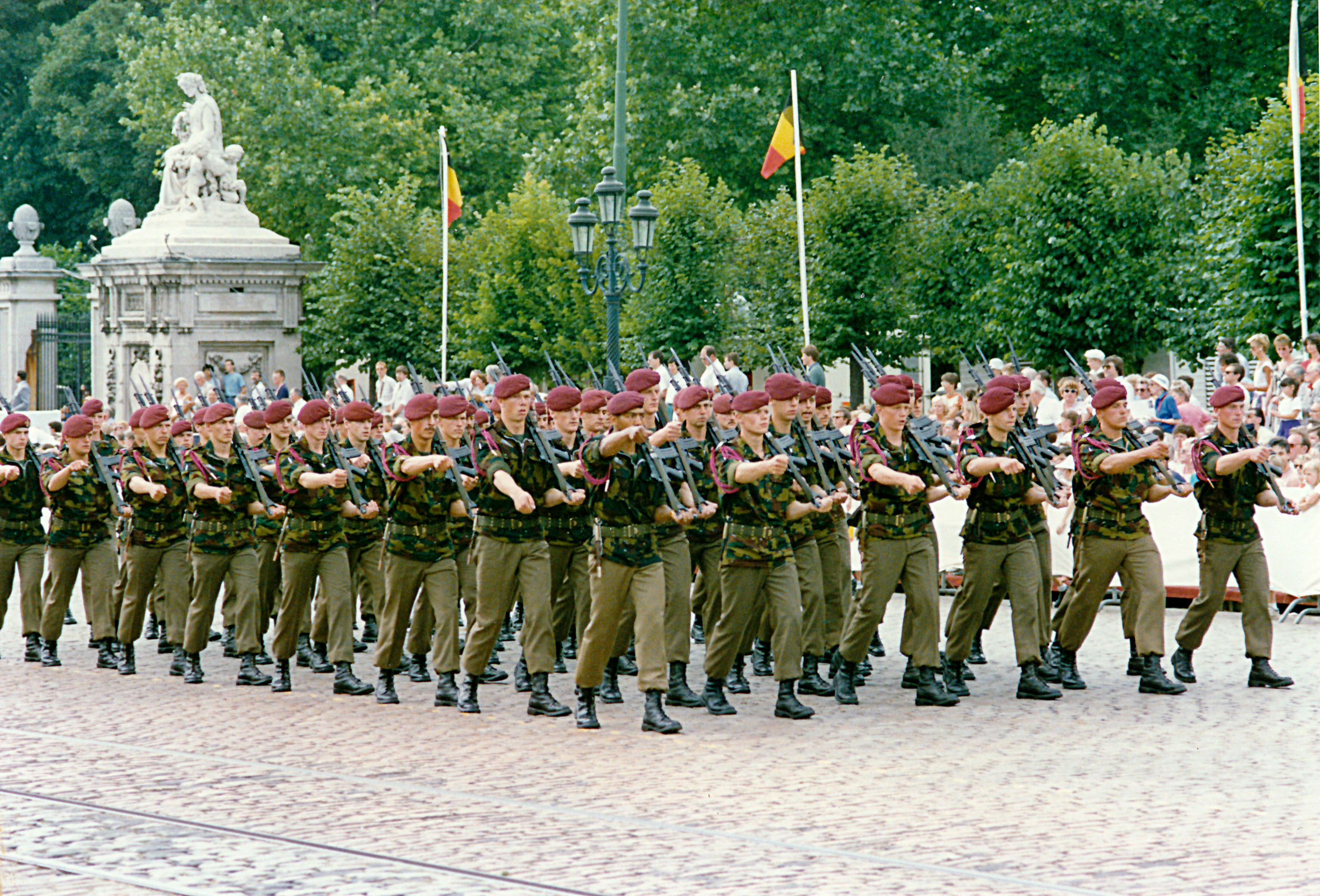
Détachement du 3e bataillon parachutiste défilant devant la tribune royale le 21 juillet 1989, place des Palais à Bruxelles.

Le 3e Bataillon Parachutiste, (néerlandais : 3de Bataljon Parachutisten) est une unité de la composante terre de l'armée belge dépendant de la Brigade Paracommando de 1955 à 2011. Il est l'héritier des traditions régimentaires du corps des volontaires belges de Corée.

## Corps des volontaires de Corée
Après le déclenchement de la guerre de Corée en 1950, les Nations unies demandèrent au gouvernement belge une assistance militaire. La Belgique, consciente des difficultés logistiques et du coût important de l'envoi de nombreux soldats ou matériel à travers le monde, opta pour l'envoi d'une unité d'élite sous commandement ONU.
La constitution belge interdisant l'envoi de miliciens à l'étranger en temps de paix, il fut impossible d'envoyer un bataillon déjà existant. Le Corps de volontaires pour la Corée (nommé "Belgian United Nations Command" (BUNC) par les américains) fut créé pour l'occasion. Un peloton de volontaire luxembourgeois lui fut incorporé. Les soldats reçurent un béret brun avec un nouvel insigne de béret pour les distinguer des autres unités belges.
Le Corps des volontaires de Corée fut impliqué dans de nombreux combats clefs de la guerre de Corée de 1951 et notamment la bataille de la rivière Imjin, la bataille de Haktang-ni et la bataille de Chatkol. Le régiment fut pour cela honoré des Presidential Unit Citations de la Corée du Sud et des États-Unis. Sur les 3000 soldats belges qui servirent en Corée, 101 furent tués ainsi que 2 Luxembourgeois, 5 furent portés disparus et 350 blessés entre l'arrivée du bataillon en 1951 et l'armistice en 1953. Les dernières troupes belges quittèrent la Corée en 1955.

## Stationnement
Le 3e bataillon parachutiste est formé en le 1er septembre 1955 à Kamina au Congo belge à partir d'élément des 1er bataillon parachutiste et 2e bataillon commando.
Le 1er juillet 1962, il s'installe dans le Camp de Lombardsijde.
À partir de 1976, il déménage progressivement  vers Tielen où de nouveaux blocs sont construits pour l'installation des compagnies de fusiliers.
En 1978, tout le bataillon est regroupé à Tielen  dans le quartier Gailly.

## Principales opérations

### Ruanda-Urundi
En 1960, le bataillon désarme toutes les garnisons de l'Urundi.

### Congo
En juillet 1960, le bataillon est parachuté à plusieurs reprises (Kikwit, Manono, Kindu).

### Zaïre
En mai 1978, le bataillon participe à l'opération Red Bean. Il évacue un millier de ressortissants européens jusqu'au 22 mai.

### Rwanda
En 1990, lors de l'opération Green beam, la 22e compagnie appuie le 2e bataillon commando dans la sécurisation et l'évacuation des ressortissants belges du Rwanda.

### Zaïre
En 1991, le bataillon entier participe à l'évacuation d'expatriés belges du Zaïre lors de l’opération Blue beam.

### Iran
Mi-avril 1991, durant la guerre du Golfe, le gouvernement belge décidé la participation du pays à l'opération internationale de secours Provide Comfort. Un détachement du 3e bataillon parachutiste construit un camp de tentes et fournit des soins médicaux aux réfugiés kurdes en Iran. C'est l'opération Brown shelter

### République du Congo
Opération Green stream du 19 avril au 1er juin 1997 en vue de l’évacuation des Belges à la suite des troubles créés par la fin du régime de Mobutu.

## Maintien de la paix

### Somalie

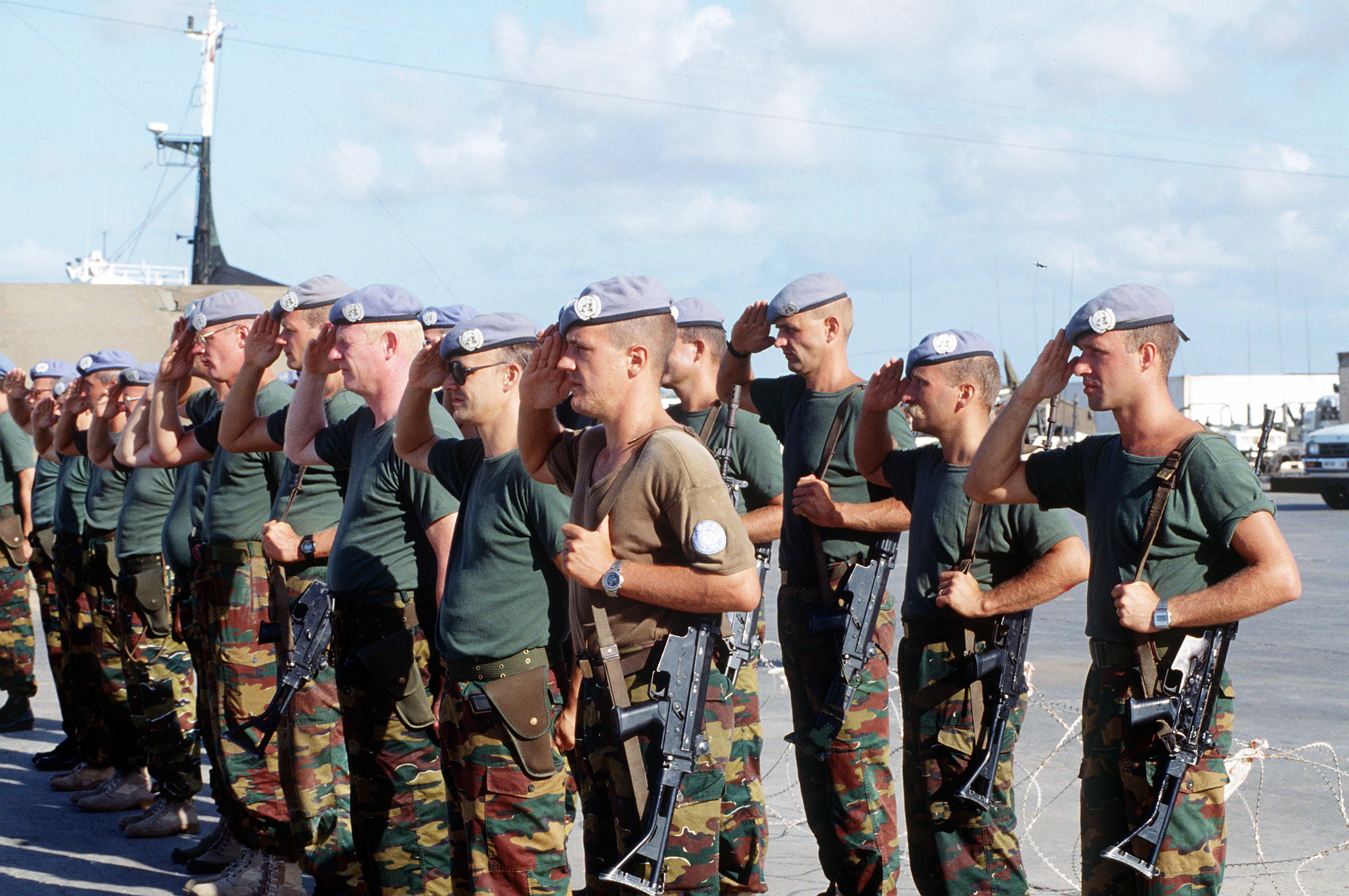
Soldats belges de l'ONUSOM en Somalie en 1993

En décembre 1992, le 1er bataillon parachutiste fut déployé en Somalie dans le cadre de l'Opération Restore Hope menée par l'armée américaine sous l'égide des Nations unies. Une partie de leur rôle consistait à protéger la distribution d'aide alimentaire des Nations unies, ainsi que la recherche des militants. Le 3e bataillon y fut déployé un peu plus tard.
En 1993, 2 soldats du bataillon furent arrêtés après la publication, dans les journaux belges, d'une photo montrant apparemment 2 soldats tenant un garçon somalien au-dessus d'un feu. Ces 2 soldats furent jugés en Belgique et acquittés par le tribunal militaire par manque de preuves.

### Liban
De février à juin 2007, une grande partie du bataillon participe à la FINUL en tant que force de protection aux démineurs et au détachement médical, à Tibnine au Liban. Lors d'un accident de la circulation, 3 casques bleus belges décèdent, dont deux parachutistes du 3e bataillon.

## Organisation
- Un état-major
- Une compagnie d'état-major
- 2 compagnies d'infanterie (les 15 et 17e compagnies) comprenant chacune 3 pelotons d'infanterie répartie en 2 sections d'infanterie et une escouade anti-char.

Le bataillon était bilingue (Français-Néerlandais) de sa création à 1983. Il est actuellement unilingue néerlandophone.

## Étendard
L'étendard du corps des volontaires de Corée est remis au bataillon par le roi à Bruxelles en 1955. Il porte les inscriptions suivantes :
- Imjin (Corée)
- Haktang-Ni (Corée)
- Chatkol (Corée)
- Campagne de Corée 1951-1953

L'étendard porte également la fourragère de l’ordre de Léopold et de la Croix d'Honneur et du Mérite militaire en vermeil attribuée par le Luxembourg en 1994.